# Sport (Tranvía de Amberes)
La estación de Sport es una estación de la red de Tranvía de Amberes, perteneciente a la sección del premetro, operada por las líneas   y .
Se encuentra en el túnel norte de la red, bajo el Sportpaleis.

## Presentación
La estación fue inaugurada el 1 de abril de 1996. Pertenece a la segunda frase del Premetro de Amberes. Se caracteriza por su decoración lujosa y moderna. Hay un gran mosaico representando a ciclistas y patinadores. La estación, además, fue adaptada a personas con movilidad reducida en 2005.
El primer nivel contiene las máquinas dispensadoras. El segundo contiene el andén hacia Schijnpoort. y el tercero el andén hacia la calle.

## Intermodalidad
| Antwerpen Schijnpoort |                           |
| Autobuses de Amberes |                           |
| --- | ------------------------- |
| \| Línea \| Recorrido \| \| ----- \| ------------------------- \| \| 12 \| Centraal ↔ Sportpaleis \| \| 19 \| Sportpaleis ↔ Deurne Zuid \| |                           |
| Línea | Recorrido                 |
| 12 | Centraal ↔ Sportpaleis    |
| 19 | Sportpaleis ↔ Deurne Zuid |